# 東京都道460号中十条赤羽線
東京都道460号中十条赤羽線（とうきょうとどう460ごう なかじゅうじょうあかばねせん）は、東京都北区中十条から北区赤羽西に至る道路（特例都道）である。
この道路は日光御成街道の旧道にあたり、旧岩槻街道と呼ばれることもある。

## 概要
現在、片側1車線の対面通行であるが、一部を除き独立した歩道がなく幅員も8m - 12m程度である。東京都都市計画道路補助第83号線に指定されており、拡幅工事が進められている。
- 起点: 東京都北区中十条1丁目（中十条1丁目交差点）

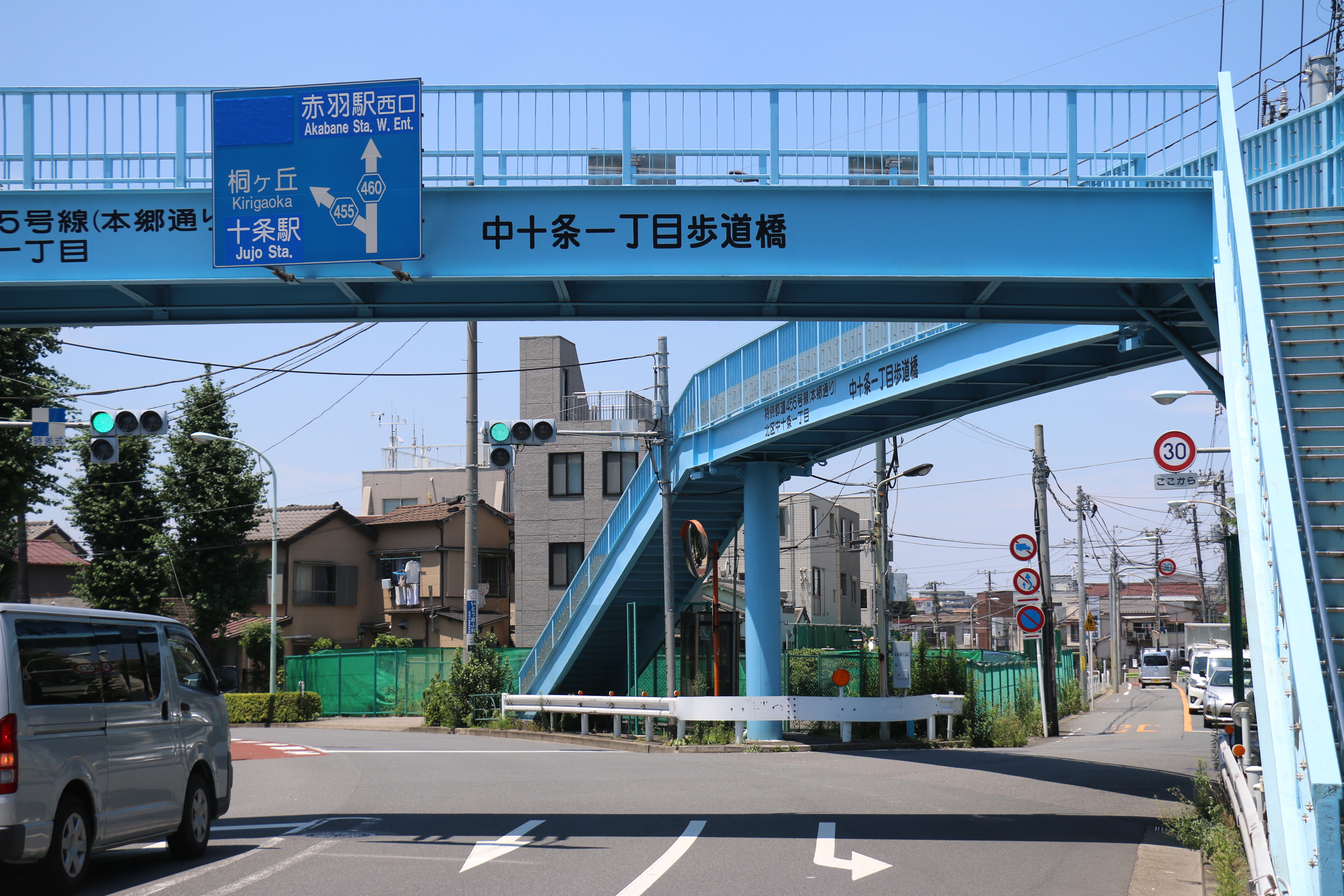
起点付近

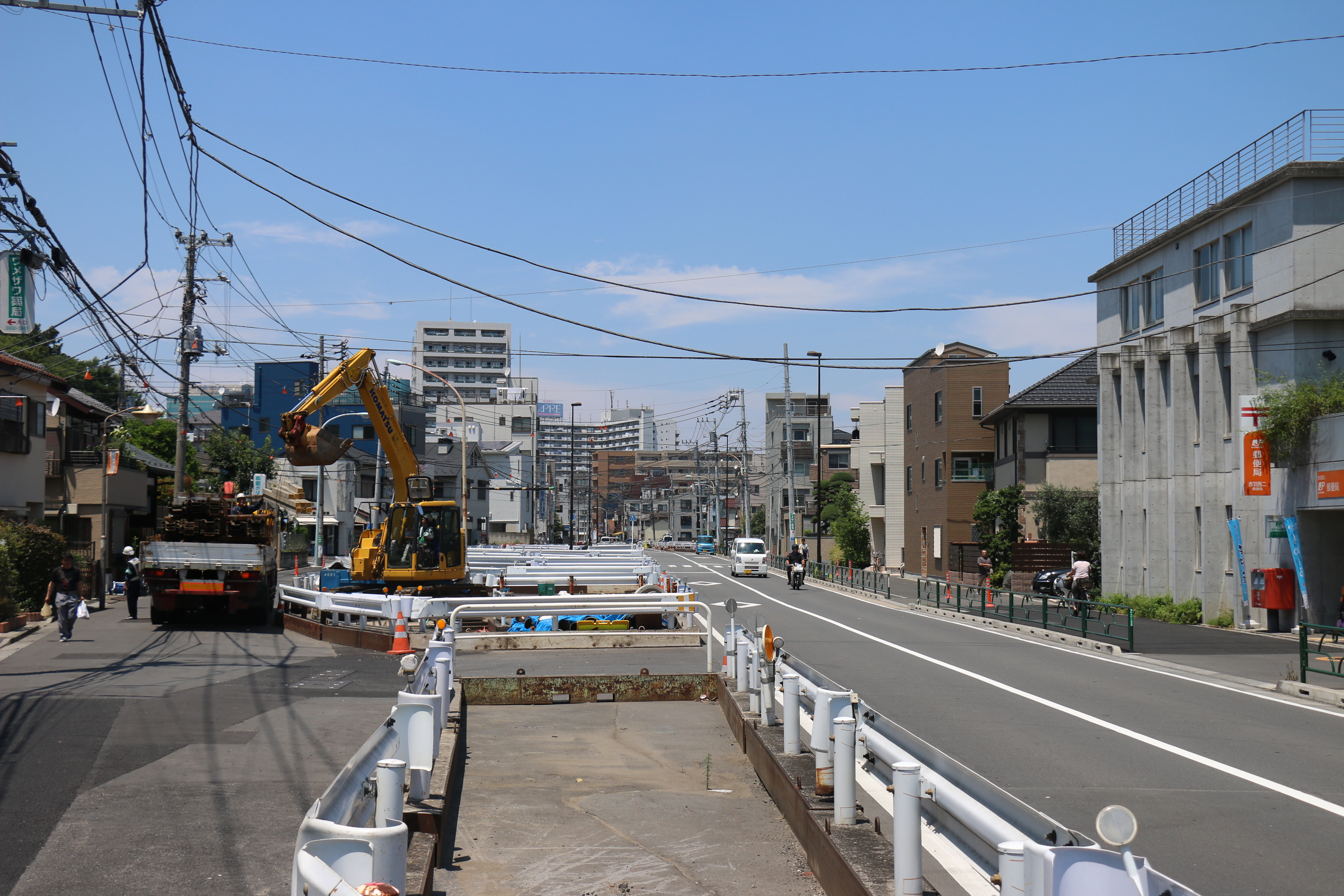
赤羽西２丁目付近(2016年7月7日撮影)

- 終点: 東京都北区赤羽西1丁目
- 総延長: 約3.3km

## 通過する自治体
- 東京都
  - 北区

## 通称
- 赤羽西口通り

## 交差する主な道路
| 交差する道路                        | 交差点名    | 所在地 | 所在地 | 所在地 |
| ----------------------------------- | ----------- | ------ | ------ | ------ |
| 東京都道455号本郷赤羽線             | 中十条1丁目 | 北区   | 中十条 |        |
| 東京都道318号環状七号線（環七通り） | 中十条3丁目 | 北区   | 中十条 |        |
| （赤羽並木通り）                    |             | 北区   | 赤羽西 |        |

## 周辺の施設
- 北区立十条台小学校
- 地福寺
- 東十条駅（JR京浜東北線）
- 北区立荒川小学校
- 西音寺
- 清水坂公園
- 赤羽駅（JR京浜東北線・宇都宮線（東北本線）・高崎線・埼京線（赤羽線））